# Pierre Avoi
De Pierre Avoi is een berg in de Walliser Alpen, die liggen in Wallis in Zwitserland. Vanuit het westen van het Rhônedal en ook vanuit het wintersportgebied van Verbier is de Pierre Avoi zeer duidelijk te zien. De Pierre Avoi ligt op de bergrug tussen beiden. Alleen de hoogste bergtop zelf wordt Pierre Avoi genoemd. Die steekt als een kegel boven de bergrug uit. Zowel de noordkant als de zuidkant zijn een steile rotswand. De steensoort in de Pierre Avoi is gneis.
Vanaf de top is er een uitzicht over Verbier, de Grand Combin, het Zwitserse deel van de Val Ferret, de Mont Blanc met daarvoor de Catogne, Martigny, het Rhônedal, de plaatsen in het dal en de bergen ten zuiden van het Rhônedal, die het dal begrenzen.  
Wandelend is de Pierre Avoi redelijk gemakkelijk te beklimmen, het hoogste deel staan er ladders en zijn er treden in de rots uitgehakt. Het is ook mogelijk om op de Pierre Avoi te klimmen.